# Камерота
Камерота (італ. Camerota, сиц. Cammarota) — муніципалітет в Італії, у регіоні Кампанія,  провінція Салерно.
Камерота розташована на відстані близько 320 км на південний схід від Рима, 130 км на південний схід від Неаполя, 90 км на південний схід від Салерно.
Населення — 7025 осіб (2014).
Щорічний фестиваль відбувається 5 квітня. Покровитель — San Vincenzo.

## Демографія
Населення за роками:

Станом на 1 січня 2023 року в муніципалітеті офіційно проживало 267 іноземців з 33 країн, серед них 145 громадян країн Євросоюзу та 16 громадян України.

## Сусідні муніципалітети
- Челле-ді-Бульгерія
- Чентола
- Роккаглоріоза
- Сан-Джованні-а-Піро